# Carmen Tomás
Carmen Tomás Crovetto (nacida en Madrid el 20 de agosto de 1956) es una periodista española, especializada en periodismo económico.

## Inicios
Licenciada en Periodismo por la Universidad Complutense de Madrid en 1979. Sus primeros pasos en la carrera profesional fueron en medios de prensa escrita con colaboraciones en periódicos como Ya, Diario 16 o Economía 16. Más adelante pasó a la radio, incorporándose durante una temporada a los servicios informativos de la Cadena COPE.

## Telecinco
En televisión debuta en TVE cuando en 1981 realiza el programa Espacio XX. En 1990 pasa a formar parte del equipo de informativos de la cadena de televisión Telecinco, en el momento en que Luis Mariñas está al frente de los mismos. Colabora con el periodista en su informativo Entre hoy y mañana, realizando comentarios sobre Economía. A partir de 1993 edita y presenta el informativo de mediodía y en la temporada 1996-1997 el del fin de semana junto a Andrés Aberasturi.
En marzo de 2017 comienza a colaborar en Sábado Deluxe.

## Televisión Española
Tras su etapa en Telecinco regresa a Televisión Española y pasa a presentar primero la información económica y bursátil en el programa Mercado y Negocios de Canal 24 horas y más adelante Telediario tercera edición (entre septiembre de 2000 y abril de 2004). Tras la nueva victoria electoral del PSOE, este renueva la directiva de RTVE, tomando Carmen Caffarel el cargo de directora general de RTVE, y Fran Llorente el de director de los servicios informativos de TVE. Debido a esto, en abril de 2004, fue apartada de su puesto como presentadora del TD-3.

## La COPE y Telemadrid
Entre 1998 y 2008 colabora en la cadena COPE en los programas La Mañana y La Linterna. Desde 2004 colabora como tertuliana tanto en el programa de debate político Alto y claro como en Madrid opina (2004–2011), ambos de Telemadrid.

## Libertad Digital Televisión
Desde inicios de 2007 colabora semanalmente en los informativos de Libertad Digital TV como analista de información económica. Desde septiembre del mismo año presenta un programa económico llamado Economía para todos hasta abril de 2013 que pasa a la radio del grupo esRadio.

## Intereconomía Televisión y esRadio
Entre 2009 y 2013 colaboró en los programas de tertulia y debate El gato al agua, Otro gallo cantaría y Más se perdió en Cuba. 
En ese mismo período, fue colaboradora de esRadio en los programas de Federico Jiménez Losantos y César Vidal. Desde abril de 2013, dirige y presenta en esta cadena, todos los sábados de 14 a 15 h, Economía para todos haciéndolo anteriormente en Libertad Digital Tv.

## 13 TV y regreso a COPE.
Desde 2013 sus colaboraciones como analista político son con la cadena 13TV en programas como La marimorena, El cascabel al gato y Más claro agua que lo ha presentado en varias ocasiones. Desde 2014 compatibiliza esos espacios con apariciones semanales en las tertulias políticas de TVE Los desayunos de TVE y La noche en 24 horas.
En enero de 2014, vuelve a la cadena COPE para participar como analista en la tertulia política de La Mañana de Ernesto Sáenz de Buruaga.

## Libros publicados
- Lo que Hacienda se llevó: manual del contribuyente desesperado, ISBN 978-84-406-2718-6, Ediciones B (Grupo Zeta), colección Dolce vita n.º 35 (1992)
- El provocador: Carlos Solchaga, de la reconversión industrial a la crisis económica y social (junto al periodista Ignacio Alonso), ISBN 978-84-7880-332-3, Ediciones Temas de Hoy (Grupo Planeta), colección Grandes temas (1993)
- Las claves de la economía actual: con la perspectiva de Rodrigo Rato, ISBN 978-84-395-9230-3, Editorial Planeta DeAgostini (Grupo Planeta), colección Biblioteca de hoy n.º 2 (2001)
- OPA a Endesa: el que resiste gana, ISBN 978-84-9734-574-3, La Esfera de los Libros (Grupo Unidad Editorial), colección Actualidad (2006).[4]